# Communauté de communes Gérardmer Hautes Vosges
Die Communauté de communes Gérardmer Hautes Vosges ist ein französischer Gemeindeverband mit der Rechtsform einer Communauté de communes im Département Vosges in der Region Grand Est. Sie wurde mit Wirkung zum 1. Januar 2022 gegründet und umfasst acht Gemeinden. Der Verwaltungssitz befindet sich im Ort Gérardmer.

## Historische Entwicklung
Der Gemeindeverband entstand mit Wirkung vom 1. Januar 2022 durch Übergang von acht Gemeinden der Communauté de communes des Hautes Vosges.

## Mitgliedsgemeinden
| Gemeinde                                 | Einwohner 1. Januar 2022 | Fläche km² | Dichte Einw./km² | Code INSEE | Postleitzahl |
| ---------------------------------------- | ------------------------ | ---------- | ---------------- | ---------- | ------------ |
| Champdray                                | 192                      | 9,49       | 20               | 88085      | 88640        |
| Gérardmer                                | 7.685                    | 54,78      | 140              | 88196      | 88400        |
| Granges-Aumontzey                        | 2.560                    | 33,01      | 78               | 88218      | 88640        |
| Le Tholy                                 | 1.495                    | 30,76      | 49               | 88470      | 88530        |
| Le Valtin                                | 74                       | 19,64      | 4                | 88492      | 88230        |
| Liézey                                   | 301                      | 13,27      | 23               | 88269      | 88400        |
| Rehaupal                                 | 208                      | 4,72       | 44               | 88380      | 88640        |
| Xonrupt-Longemer                         | 1.475                    | 30,71      | 48               | 88531      | 88400        |
| Communauté de communes des Hautes Vosges | 13.990                   | 196,38     | 71               | –          | –            |